# Ла-Ріоха (провінція Іспанії)
Ла-Ріоха (ісп. La Rioja) — провінція й автономна область північної Іспанії. Столиця — місто Логроньо. Інші міста в провінції: Калаорра, Арнедо, Альфаро, Аро, Санто-Домінго-де-ла-Кальсада і Нахера.
Охоплює частину долини річки Ебро на півночі та Піренейський хребет на півдні. Співтовариство є єдиною провінцією, тому не має ради графства, і воно організоване у 174 муніципалітети. Межує з Країною Басків (провінція Алава) на півночі, Наваррою на північному сході, Арагоном на південному сході (провінція Сарагоса) та Кастилією і Леоном на заході і півдні (провінції Бургос і Сорія). 

## Географія
Область межує з Країною Басків (провінція Алава), Наваррою, Арагоном (провінція Сарагоса) та Кастилією і Леоном (провінції Сорія і Бургос).

### Клімат
Клімат — переважно середземноморський. Середні температурні діапазони від +11,8...+31,8 °C (+53...+88 °F) і опади коливаються в межах 300 мм — 600 мм.

## Адміністративний устрій
Провінція Ріоха адміністративно поділяється на 174 муніципалітети.